# ATOレコード
ATOレコード (ATO Records) はアメリカ合衆国ニューヨークに拠点を置くインディペンデント・レコード・レーベルである。2000年初めにデイヴ・マシューズ・バンドのデイヴ・マシューズ (Dave Matthews) 、彼のマネージャーでレッド・ライト・マネージメント創業者のコラン・キャプショー (Coran Capshaw) 、クリス・テツェリ (Chris Tetzeli) 、マイケル・マクドナルド (Michael McDonald) の4人が共同で設立した。なお、ATOとはAccording To Ourの略である。
当初はRCAレコード傘下のレーベルであったが後に関係を解消した。現在、流通はソニー・ミュージックエンタテインメント系列の流通業者であるREDディストリビューションによって行われている。
2007年にはサブレーベルとしてSide One Recordingsを発足させた。同レーベルはアンダーワールドのアルバム「オブリヴィオン・ウィズ・ベルズ」をリリースして間もなくTBDレコード (TBD Records) と改名し、レディオヘッドと契約を結んだ。

## アーティスト
ATOレコード：
- アルバータ・クロス (Alberta Cross)
- ベン・クウェラー (Ben Kweller)
- ブレンダン・ベンソン (Brendan Benson)
- ボビー・ロング (Bobby Long)
- ダニー・バーンズ (Danny Barnes)
- ドーズ (Dawes)
- ドライヴ・バイ・トラッカーズ (Drive-By Truckers)
- フィクション・ファミリー (Fiction Family)
- ゴメス (Gomez)
- ジェム (Jem)
- ジョン・バトラー・トリオ (The John Butler Trio)
- リサ・ハニガン (Lisa Hannigan)
- マイク・ドーティー (Mike Doughty)
- マイ・モーニング・ジャケット (My Morning Jacket)
- ロドリーゴ・イ・ガブリエーラ (Rodrigo y Gabriela)
- シグナル・ヒル・トランスミッション (Signal Hill Transmission)
- ヴシ・マーラセラ (Vusi Mahlasela)
- ザ・ウィッグス (The Whigs)
- ワイドスプレッド・パニック (Widespread Panic)

TBDレコード：
- 22-20s
- オートラックス (Autolux)
- ハッチャム・ソーシャル (Hatcham Social)
- ザ・ヘンリー・クレイ・ピープル (The Henry Clay People)
- アザー・リヴス (Other Lives)
- ポート・オブライエン (Port O'Brien)
- レディオヘッド (Radiohead)
- ホワイト・ラビッツ (White Rabbits)

過去に所属していたアーティスト：
- クリス・ウィートリー (Chris Whitley)
- クラウデッド・ハウス (Crowded House)
- デヴィッド・グレイ (David Gray)
- ザ・ファイアーマン (The Fireman)
- ガヴァメント・ミュール (Gov't Mule)
- リズ・フェア (Liz Phair)
- ノース・ミシシッピ・オールスターズ (North Mississippi Allstars)
- オービタル (Orbital)
- パティ・グリフィン (Patty Griffin)